# Voyager 2
Voyager 2 er en del af NASA's Voyager rumprogram og havde sammen med Voyager 1 det formål at studere de yderligt liggende planeter i vores solsystem.
Voyager 2 blev opsendt den 20. august 1977 fra Cape Canaveral i Florida, 16 dage før Voyager 1. Voyager 2 nåede Jupiter, som var dens første mål på rejsen. Den 9. juli 1979 , ankom Voyager 1 faktisk til Jupiter 4 måneder før. Efter Jupiter fortsatte Voyager 2 til Saturn, Uranus og Neptun og det er det eneste rumfartøj der har besøgt de sidste to planeter.
Voyager 2 klarede derfor sin primære mission om at nå ud til det jovianske system i 1979. I 1981 nåede den ud til Saturns system. I 1986 nåede den ud til Uranus' system og i 1989, nåede den endelig Neptuns system.
Voyager 2 fortsætter mod udkanten af solsystemet ,og man regner med at den kan blive ved med at sende data tilbage til Jorden indtil 2025
December 2018 nåede Voyager 2 interstellart rum.
Per oktober 2024 har Voyager 2 været afsted på sin mission i lidt mere end 47 år. Den 15. oktober 2024 befandt 
den sig lidt mere end 20 milliarder kilometer fra solen og radiosignalerne tog lidt mere end 19 timer at nå frem.
Voyager 2 begav sig ud i interstellart rum d. 5. november 2018. Det vil sige at den har forladt Solens heliosfære og rejser igennem det interstellare rum.